# أنتونيو أمارال فيلهو
أنتونيو أمارال فيلهو (بالبرتغالية: Antônio Amaral Filho‏) (4 أبريل 1921 – 24 يناير 1988) هو سبّاح برازيلي راحل، مثّل بلاده في الألعاب الأولمبية الصيفية 1936.

## روابط خارجية
أنتونيو أمارال فيلهو على موقع الاتحاد الدولي للسباحة (الإنجليزية)
- أنتونيو أمارال فيلهو على موقع أوليمبيديا (الإنجليزية)